# Rambo III
Rambo III er en amerikansk actionfilm og den tredje film i serien om John Rambo. Den har Sylvester Stallone i titelrollen, og er instrueret af Peter MacDonald, efter manuskript af Stallone.

## Handling
John Rambo har trukket sig tilbage efter en lille krig. Da hans tidligere general bliver kidnappet af russiske soldater bliver han nødt til at tage våbnene frem og redde ham. Selv Taliban har problemer med dem.

## Eksterne Henvisninger
- Rambo III på Internet Movie Database (engelsk)
- Rambo III på Filmdatabasen
- Rambo III på Scope
- Rambo III i Svensk Filmdatabas (svensk)
- Rambo III på AlloCiné (fransk)
- Rambo III på MovieMeter (nederlandsk)
- Rambo III på AllMovie (engelsk)
- Rambo III hos American Film Institute (engelsk)
- Rambo III hos British Film Institute (engelsk)
- Rambo III på Turner Classic Movies (engelsk)